# Kan Kikuchi
Hiroshi Kikuchi (în japoneză 菊池 寛; n. 26 decembrie 1888, Takamatsu, Japonia – d. 6 martie 1948, Tokyo⁠(d), Tōkyō, Japonia), cunoscut și sub pseudonimul Kan Kikuchi, a fost un scriitor japonez.
A fost reprezentant de seamă al neorealismului japonez.
Admirator al lui George Bernard Shaw și al lui John Galsworthy, a scris o proză istorică și de analiză psihologică.

## Scrieri
- 1919: Dincolo de răzbunare ("Onshū no Kanata ni", 恩讐の彼方に)
- 1932: Victorie și înfrângere ("Shōhai")
- 1934: Cum se schimbă câștigurile ("On wo kaesu hanashi")
- 1934: Demonul ("Gaki")
- 1934: Paradisul ("Gorukaku").

A fost fondator al revistei Bungeishunjû.